# Bembidion invidiosum
Bembidion invidiosum är en skalbaggsart som beskrevs av Thomas Casey. Bembidion invidiosum ingår i släktet Bembidion och familjen jordlöpare. Inga underarter finns listade i Catalogue of Life.